# 二十歳の約束
『二十歳の約束』（はたちのやくそく）は、1992年10月12日～12月21日まで毎週月曜日21時00分～21時54分にフジテレビ系列（月曜9時枠の連続ドラマ）にて放映されたテレビドラマ。

## 概要
牧瀬里穂と稲垣吾郎の初主演ドラマで、牧瀬にとってはフジテレビ系ドラマ初出演の作品でもある。
牧瀬演じる夕希と稲垣演じる純平による「ヒューヒューだよ」「カキーン!」など数々のコミカルで斬新な2人のやりとりが話題となった。
佐野元春の初のドラマ主題歌となった「約束の橋」も70万枚を超える大ヒットとなった。プロデューサーの大多亮や脚本の坂元裕二と親交があった小室哲哉が初めて連続ドラマの音楽を手掛けた作品。

## あらすじ
幼少期に母を亡くしてから、父と兄と暮らして来た高井夕希。しかし、その兄が不良に絡まれていた少年を救助した事により死亡。夕希は父と共に、現場から逃げ去った少年への憎悪を抱き続けて来た。高校卒業後、アメリカの大学へ留学した夕希の元に「藤村旭」という人物から手紙が届く様になる。そして二十歳となった夕希は、親戚の北条道子から持ちかけられた見合いの為、2週間ほど帰国する事となった。しかし夕希の本心は見合いではなく、藤村旭こと赤木純平を捜し出す事であった・・・。

## 出演者
- 高井夕希：牧瀬里穂

高校時代に父・和彦と一緒に渡米し、アメリカの大学に留学中の女子大生。幼少期に母、数年前に兄を亡くしている。やや空気が読めない面もあるが、天真爛漫な性格。父の勧めでお見合いをすることになり、北条家に寄宿という形で一時帰国。その間、父らに内緒で手紙の主である純平を探し出した。
- 赤木純平：稲垣吾郎

横須賀のアパートに住む少年で、ある事件をきっかけに挫折し、非行歴がある。自分を救って亡くなった夕希の兄の死に負い目を感じ、励ましの手紙を送り続けるが、事実を告げられず、藤村を騙ってしまう。のちに夕希と恋仲になるが、周囲から反対される。
- 藤村旭：筒井道隆

純平の友人。在学する文京大学で野球部に入っている。野球部では主力選手。（純平が藤村を騙ったために）純平だと思い込んだ夕希に突然、押し掛けられ困惑。咲から想いを寄せられている。
- 澤井茜：深津絵里

純平の遊び仲間で恋人だが、どうしても踏み込めず「つかず離れず」の関係。素行に問題があり派手な印象。犬飼に逮捕され、非情な取り調べを受けたことがある。夕希の出現でやきもきする。
- 北条れい子：洞口依子

道子の娘で夕希とは従姉妹同士になる。一人っ子で育ち離婚歴がある。ドライで冷めた面がみられるが、基本的には夕希の味方で、実の姉同然に良き相談相手になっている。
- 北原咲：田中律子

旭が所属する文京大学野球部でマネージャーをする女子大生。旭にひそかに片想いをしているがなかなか思いが通じず、夕希のことも気にかかる。
- 北条道子：河内桃子

夕希の伯母。元の性格に加え、娘のれい子の離婚などの影響で潔癖、厳格な面がみられる。夕希に接近する純平に激怒。家柄、資産などで人を見下す言動がある。
- 蓮見健二：深水三章

純平たちが出入りするバーの経営者。
- 赤木民夫：小坂一也

純平の父。実直な性格で商店を経営している。純平から夕希を紹介され戸惑い、アパートを訪れて諦める様に諭す。のちに道子と和彦から呼び出されて罵られた挙げ句、手切れ金を突きつけられる。この時、純平の言動に対しては謝罪するが、帰り道で純平に「なんでも思い通りになると思うな」「世の中なんてこんなものだ」「あの様な家の娘には今後、会うな」と言い聞かせる。
- 高井明彦：渡辺航

夕希の兄。数年前、純平を庇ったところを刺殺された。
- 宍戸久志：早川亮

旭のチームメイト。
- 来杉絵里：坂井真紀
- 生沢洋司：阪田マサノブ
- 高井和彦：竜雷太

夕希の父でアメリカ在住。娘には少々、甘い面がみられる。家柄の違い・息子の死の原因とし、純平を憎悪。
- 日吉監督：河原崎建三
- 犬飼刑事：加藤善博

純平をマークする刑事。少々、高圧的で暴力を振るう事もある。純平を匿まう蓮見に対して、店の営業許可証を持ち去ろうと脅しを掛けたこともある。
（出典：）

## 主題歌
- 佐野元春「約束の橋」（Epic/Sony Records）

## スタッフ
- 脚本：坂元裕二 （全話）
- 演出：永山耕三、中江功
- 音楽：小室哲哉

## 放送日程
| 各話                                                      | 放送日         | サブタイトル                 | 演出     | 視聴率 |
| --------------------------------------------------------- | -------------- | ---------------------------- | -------- | ------ |
| 第1話                                                     | 1992年10月12日 | 青春と光と影                 | 永山耕三 | 18.7%  |
| 第2話                                                     | 1992年10月19日 | 泥だらけの純情               | 永山耕三 | 16.2%  |
| 第3話                                                     | 1992年10月26日 | 今夜、彼女を抱きしめよう     | 中江功   | 14.7%  |
| 第4話                                                     | 1992年11月02日 | 夢にまでみたキス             | 中江功   | 15.2%  |
| 第5話                                                     | 1992年11月09日 | 全てを告白する夜             | 永山耕三 | 16.6%  |
| 第6話                                                     | 1992年11月16日 | 寂しいときには僕が抱きしめる | 永山耕三 | 16.0%  |
| 第7話                                                     | 1992年11月23日 | 決断                         | 中江功   | 18.1%  |
| 第8話                                                     | 1992年11月30日 | 二人の壁                     | 永山耕三 | 15.6%  |
| 第9話                                                     | 1992年12月07日 | 二十歳の結婚                 | 中江功   | 14.9%  |
| 第10話                                                    | 1992年12月14日 | 衝撃の夜                     | 永山耕三 | 17.8%  |
| 最終話                                                    | 1992年12月21日 | 最後の最後で                 | 永山耕三 | 18.2%  |
| 平均視聴率16.5%（視聴率は関東地区・ビデオリサーチ社調べ） |                |                              |          |        |

## 関連商品
- 二十歳の約束 (アルバム) - 1992年11月27日発売の小室哲哉のアルバム。
- Pure (Hyper Mix) - 同日発売の小室哲哉のシングル。上記サウンドトラックから同時発売でシングルカットされた、ドラマのメインテーマ。

## 関連サイト
- ドラマデータベース
- フジテレビ

| フジテレビ系 月曜9時枠の連続ドラマ            | フジテレビ系 月曜9時枠の連続ドラマ       | フジテレビ系 月曜9時枠の連続ドラマ         |
| 前番組                                        | 番組名                                   | 次番組                                     |
| --------------------------------------------- | ---------------------------------------- | ------------------------------------------ |
| 君のためにできること （1992.7.6 - 1992.9.28） | 二十歳の約束 （1992.10.12 - 1992.12.21） | あの日に帰りたい （1993.1.11 - 1993.3.22） |